# Краснокутская волость (Новоузенский уезд)
Краснокутская во́лость — административно-территориальная единица, входившая в состав Новоузенского уезда Самарской губернии.
Административный центр — село Красный Кут.
Население волости составляли преимущественно малороссы, русские, эстонцы; православные и лютеране.
В период до установления советской власти волость имела аппарат волостного правления, традиционный для таких административно-территориальных единиц Российской империи.
Волость располагалась в центральной части Новоузенского уезда. Территориально волость состояла из двух участков, расположенных по обе стороны от реки Еруслан. Согласно карте уездов Самарской губернии 1912 года большая часть, расположенная преимущественно по правой стороне реки Еруслан, граничила: на западе — с Гуссенбахской и Воскресенской волостями, на севере — с Нижне-Караманской волостью, на востоке — с Верхне-Ерусланской волостью, на юге — с Лангенфельдской волостью и чересполосный участком Бизюкской волости; чересполосный участок Краснокутской волости граничил на юге с Нижне-Ерусланской волостью, на западе — с Лангенфельдской волостью; на севере — с Верхне-Ерусланской волостью, на северо-востоке — с Козловской волостью, на юго-востоке — с Моршанской волостью.
Территория бывшей волости является частью земель Краснокутского и Советского районов Саратовской области (административный центр области — город Саратов).

## Состав волости
| №  | Населённые пункты (без хуторов) | Население (1889 год) | Население (1910 год)          | Преобладающие национальности, вероисповедания         | Современное состояние        |
| -- | ------------------------------- | -------------------- | ----------------------------- | ----------------------------------------------------- | ---------------------------- |
| 1  | село Красный Кут                | 2161                 | 3261                          | малороссы и русские, православные                     | город, Краснокутский район   |
| 2  | село Логиновка (Нижний Еруслан) | 2375                 | 2907                          | русские и малороссы, православные                     | село, Краснокутский район    |
| 3  | село Верхний Еруслан (Карпёнки) | 1744                 | Выделено в Карпёнскую волость | малороссы, православные                               | село, Краснокутский район    |
| 4  | деревня Лифляндка               | 122                  | 180                           | эстонцы, лютеране и православные                      | не существует                |
| 5  | деревня Горецкая                | 200                  | 276                           | русские, малороссы и эстонцы, православные и лютеране | село, Краснокутский район    |
| 6  | деревня Александровка           | 79                   | 140                           | русские, малороссы и эстонцы, православные и лютеране | не существует                |
| 7  | деревня Дьяконовка              | 127                  | 423                           | малороссы, православные                               | село, Краснокутский район    |
| 8  | село Петропавловка              | 215                  | -                             | малороссы, православные                               | не существует                |
| 9  | село Ахмат                      | 1711                 | 1543                          | русские, православные и сектанты                      | село, Краснокутский район    |
| 10 | село Владимировка               | 355                  | 815                           | русские и малороссы, православные                     | село, Краснокутский район    |
| 11 | деревня Журавлёвка              | -                    | 548                           | русские, православные                                 | село, Краснокутский район    |
| 12 | деревня Рудня                   | -                    | 291                           | малороссы, православные                               | село, Краснокутский район    |
| 13 | деревня Лебедёвка               | -                    | 793                           | русские и малороссы, православные                     | село, Краснокутский район    |
| 14 | деревня Лавровка                | -                    | 602                           | малороссы, православные                               | село, Краснокутский район    |
| 15 | деревня Балтийка                | -                    | 384                           | эстонцы, лютеране                                     | не существует                |
| 16 | деревня Эстонка                 | -                    | 213                           | эстонцы, лютеране                                     | не существует                |
| 17 | станция Красный Кут             | -                    | 66                            |                                                       | в составе города Красный Кут |